# Gefranste Raute
Die Gefranste Raute (Ruta chalepensis) ist eine Pflanzenart aus der Gattung der Rauten (Ruta) in der Familie der Rautengewächse (Rutaceae).

## Beschreibung

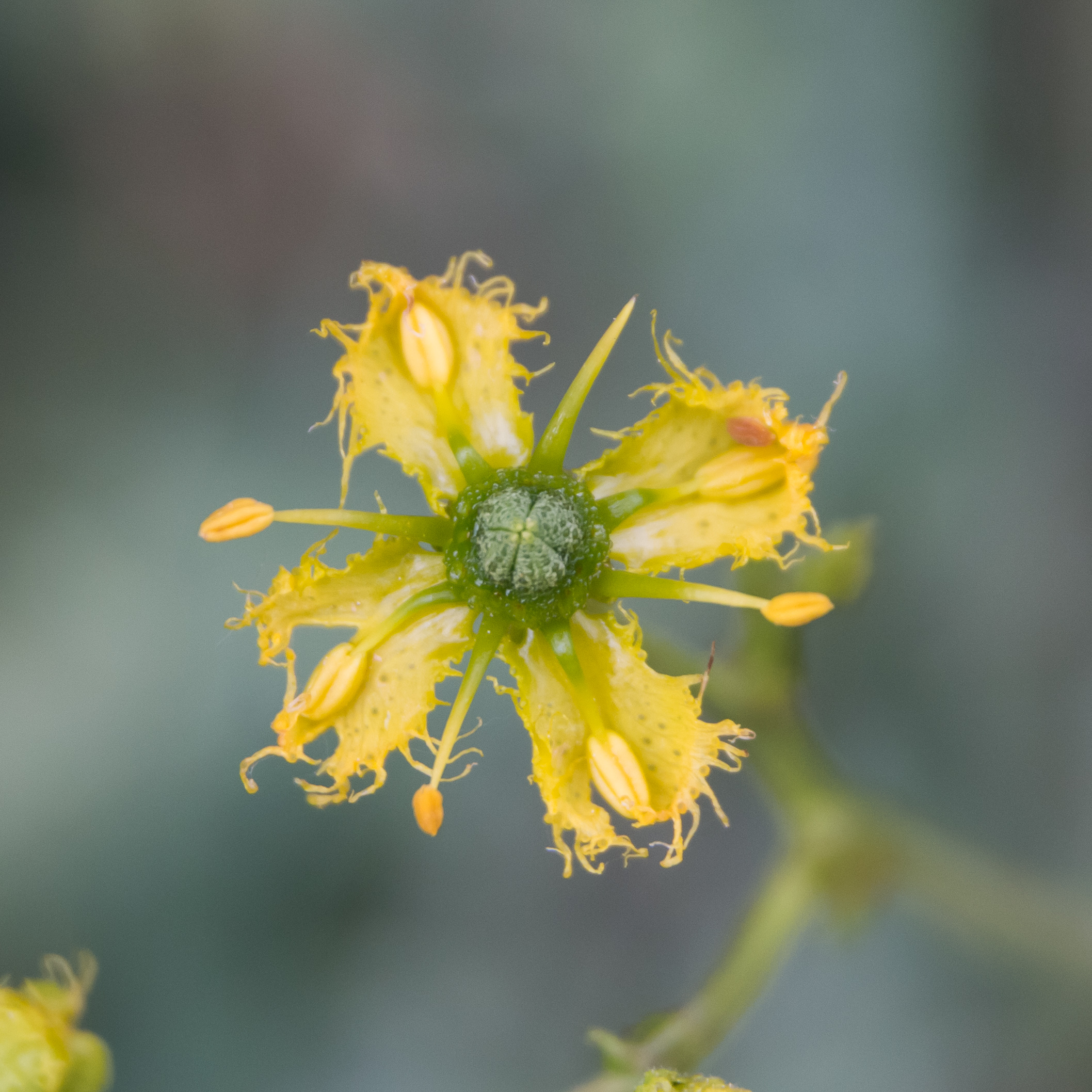
Blüte im Detail

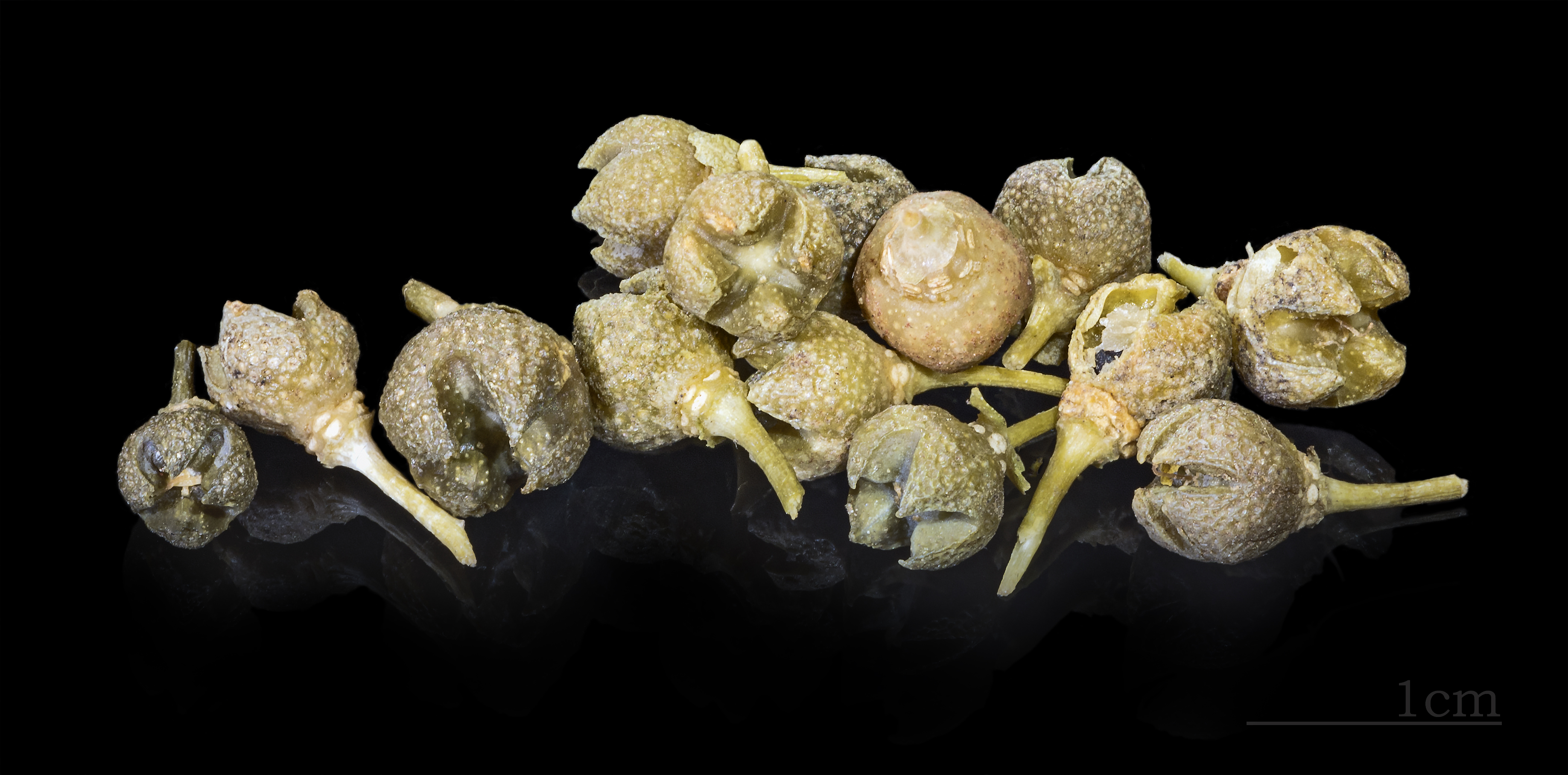
Getrocknete Früchte

### Vegetative Merkmale
Die ausdauernde Pflanze mit verholzender Basis ist kahl und aromatisch duftend. Sie erreicht Wuchshöhen von 20 bis 60 Zentimetern.
Die wechselständig angeordneten Laubblätter sind doppelt gefiedert mit länglich-eiförmigen, stumpfen Abschnitten.

### Generative Merkmale
Die Blütezeit reicht von April bis Juli. Die locker rispigen Blütenstände sind drüsenlos. Die herzförmigen, stängelumfassenden Tragblätter der Blüten sind bei dieser Art breiter als der jeweilige Stängelabschnitt.
Die meisten Blüten sind vierzählig. Oft ist die zentrale Blüte fünfzählig und weicht somit vom Bau der anderen Blüten ab. Die vier (bzw. fünf) Kelchblätter sind eiförmig. Die vier (bzw. fünf) nicht verwachsenen Kronblätter sind am Rand grob zahnartig gefranst (Trivialname!) und gelb(grün). Die Blüte besitzt acht (bzw. zehn) Staubblätter.
Die Chromosomenzahl beträgt 2n = 40.

## Vorkommen
Die Gefranste Raute ist im gesamten Mittelmeerraum, von den Kanaren, Kapverden, Azoren und Madeira im Westen bis zur Arabischen Halbinsel im Osten verbreitet.
Häufige Standorte sind Garigues, Felsfluren, aber auch Ruderalstandorte.